# Museo de las Campanas

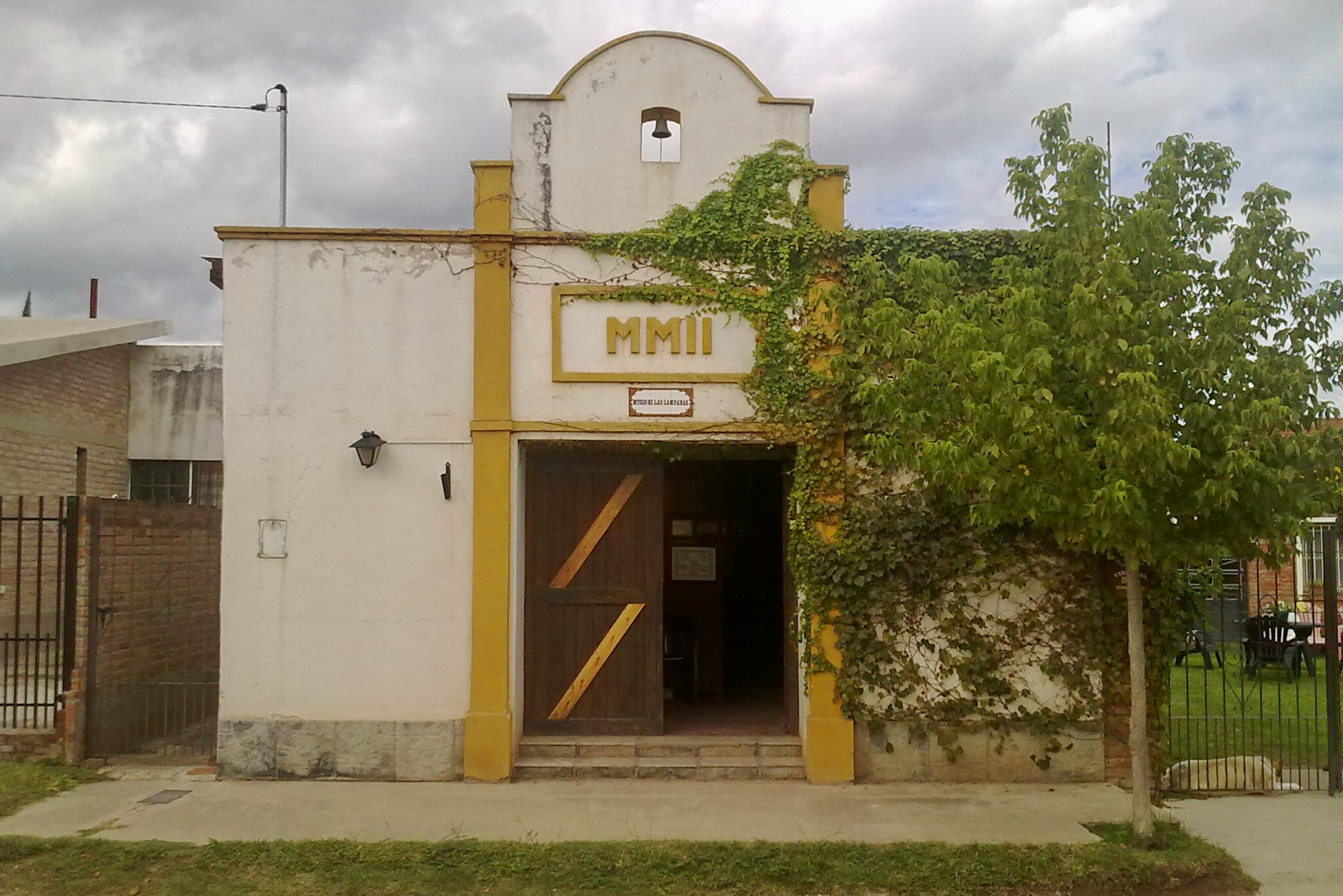
Fachada del Museo de las Campanas.

El Museo de la Campanas se halla situado en la localidad de Mina Clavero, provincia de Córdoba, Argentina.
Se trata de un museo privado, en el que se exhibe una importante colección de más de 600 campanas de todo el mundo, enseñándose los orígenes de las mismas, su conformación y sus curiosidades.

## Historia y descripción

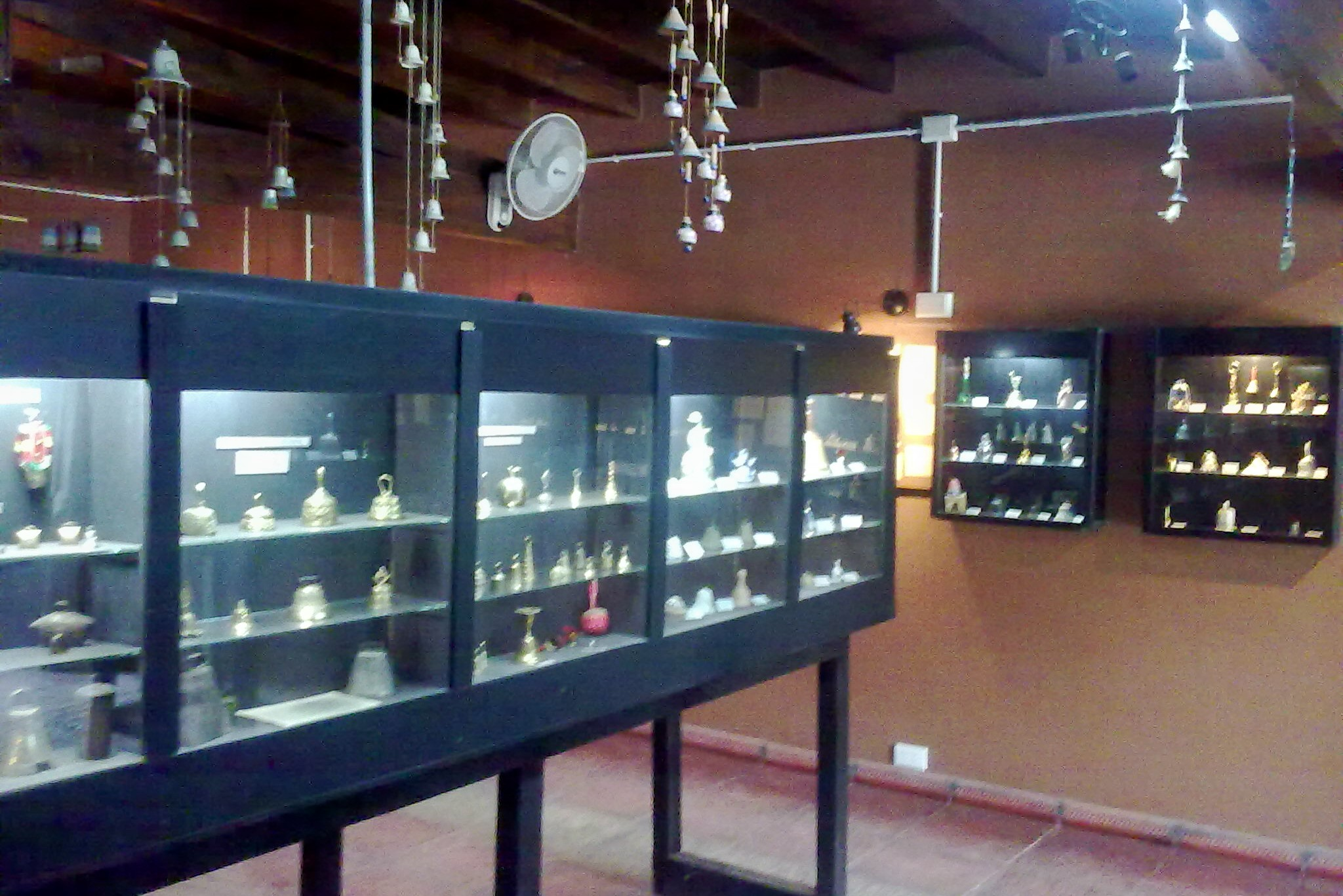
Interior del Museo

La mayoría de las piezas fueron obtenidas por el dueño del museo, Edgardo J. Gilardi, quien desde que era un chico se dedicó a la colección de campanas. Las restantes las obtuvo por donaciones de sus conocidos, quienes al saber de su afición le acercaron otras de diferentes partes del mundo.
La entrada, por Urquiza 962, simula una fachada colonial. En el interior existe abundante material gráfico que describe las 600 piezas distribuidas en numerosas vitrinas y cuenta historias y curiosidades de las campanas más famosas del mundo o de las que marcaron una época, así como su uso, historia y construcción en las diversas partes del mundo. Una visita al museo permite entender las distintas utilidades que tuvieron las campanas desde la China Antigua, pasando por la Europa del siglo X  y la cultura precolombina, hasta la actualidad.

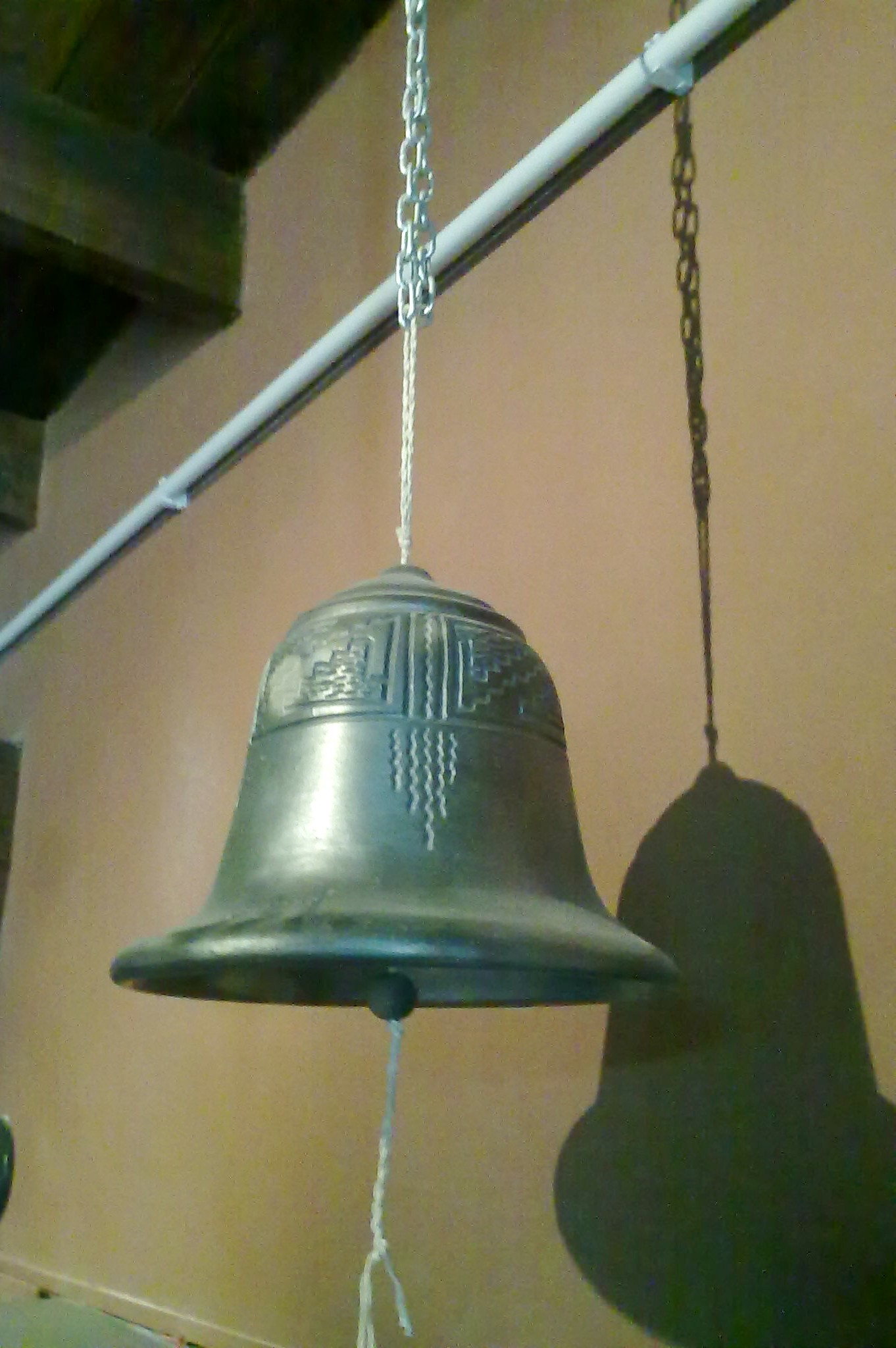
Campana realizada en cerámica negra, de Tafí del Valle, expuesta en el museo.

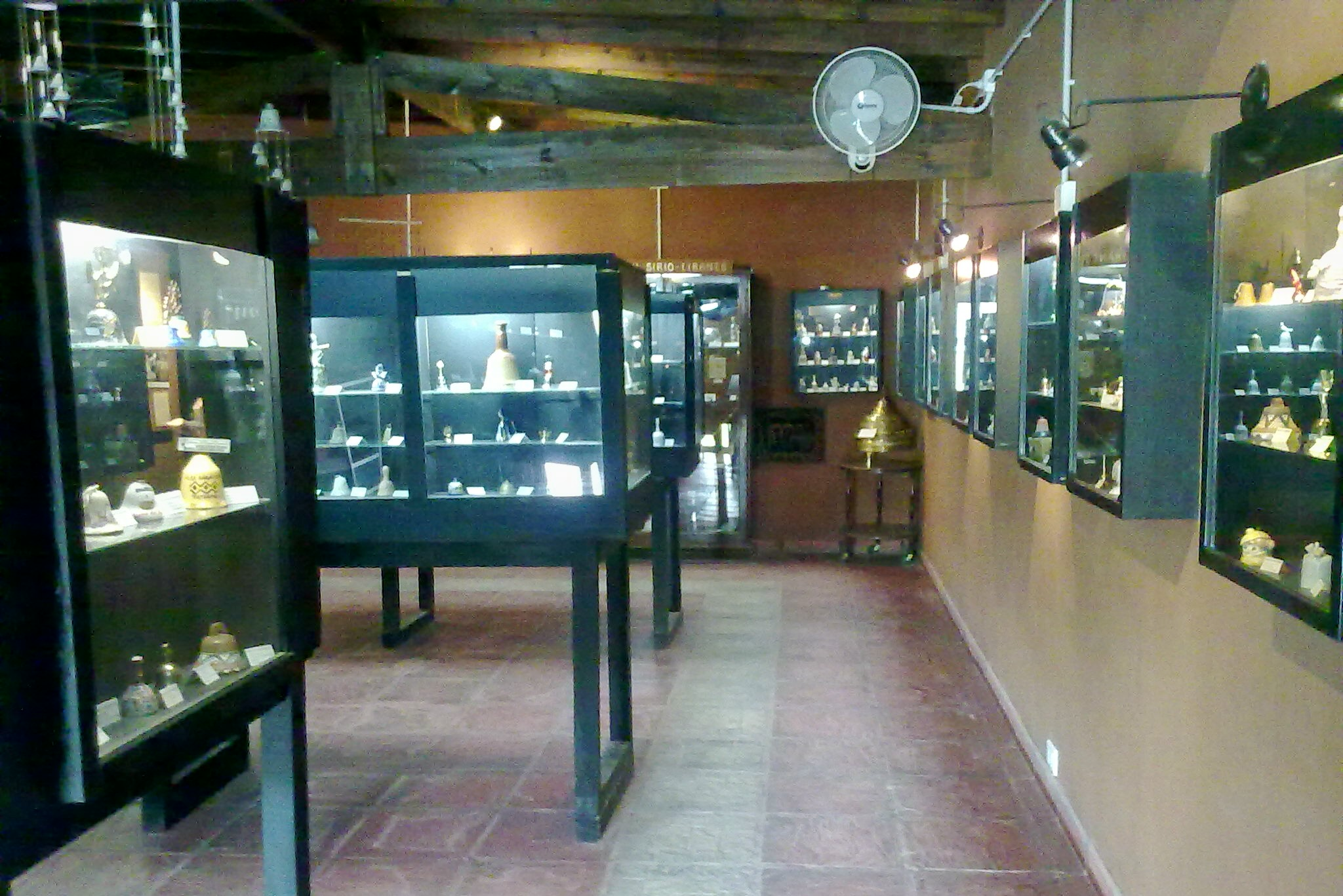
Otra vista del interior del museo.

La más antigua en el museo es de 1787 y mide 15 centímetros. Está fabricada en bronce y perteneció a un llamador de puerta de una casa de Bogotá, Colombia. Y entre las más destacadas hay una de porcelana, originaria de Capodimonte, Italia, que data de 1918; otra de 8 cm, de plata y con incrustación de cristal de Murano; y se exhibe una que perteneció al Ara Thompson, de la Armada Argentina, donada por el Ministerio de Marina.
Hay además un sector pequeño dedicado a la artesanía, orfebrería y cultura Sirio-Libanesa.
La recaudación que obtiene el museo por la venta de las entradas se destina a los programas sociales de la Fundación Campanas, organización no gubernamental que presta servicios en la región de cordobesa de Traslasierra, y que es miembro de Help Age International, institución que apoya, con fondos de la Comunidad Europea, programas mundiales dirigidos a los derechos de los ancianos.
ADiMRA (Asociación Civil de Directores de Museos de la República Argentina) distinguió con Diploma de Honor a su director por su contribución y trayectoria en el desarrollo y conservación de la Cultura, y por el importante desempeño de la Fundación Campanas en el programa de "Adopte Abuelos".